# Liste der Biografien/Friedh
Liste der Biografien |
Portal Biografien |
Personensuche
# |
A |
B |
C |
D |
E |
F |
G |
H |
I |
J |
K |
L |
M |
N |
O |
P |
Q |
R |
S |
T |
U |
V |
W |
X |
Y |
Z |
?
 
Fa |
Fe |
Ff |
Fh |
Fi |
Fj |
Fk |
Fl |
Fm |
Fn |
Fo |
Fr |
Ft |
Fu |
Fy
 
Fra |
Frc |
Fre |
Frg |
Fri |
Frk |
Frl |
Fro |
Fru |
Fry
 
Fria |
Frib |
Fric |
Frid |
Frie |
Frig |
Frih |
Frii |
Frij |
Frik |
Fril |
Frim |
Frin |
Frio |
Frip |
Frir |
Fris |
Frit |
Friv |
Friz
 
Frieb |
Fried |
Frief |
Frieg |
Frieh |
Friel |
Friem |
Frien |
Frier |
Fries |
Friet |
Friew |
Friez
 
Frieda |
Friedb |
Friede |
Friedh |
Friedi |
Friedj |
Friedk |
Friedl |
Friedm |
Friedr |
Frieds |
Friedt |
Friedw
Die Liste der Biografien führt alle Personen auf, die in der deutschsprachigen Wikipedia einen Artikel haben. Dieses ist eine Teilliste mit 12 Einträgen von Personen, deren Namen mit den Buchstaben „Friedh“ beginnt.

## Friedh

### Friedhe
- Friedheim, Arthur (1859–1932), russisch-deutscher Pianist und Komponist
- Friedheim, Carl (1858–1909), deutscher Chemiker
- Friedheim, Ernst (1864–1919), deutscher Architekt
- Friedheim, Ludwig (1862–1942), deutscher Dermatologe und Opfer des NS-Regimes

### Friedho
- Friedhofen, Peter (1819–1860), deutscher Theologe und OrdensgründerPeter Friedhofen (1819–1860)

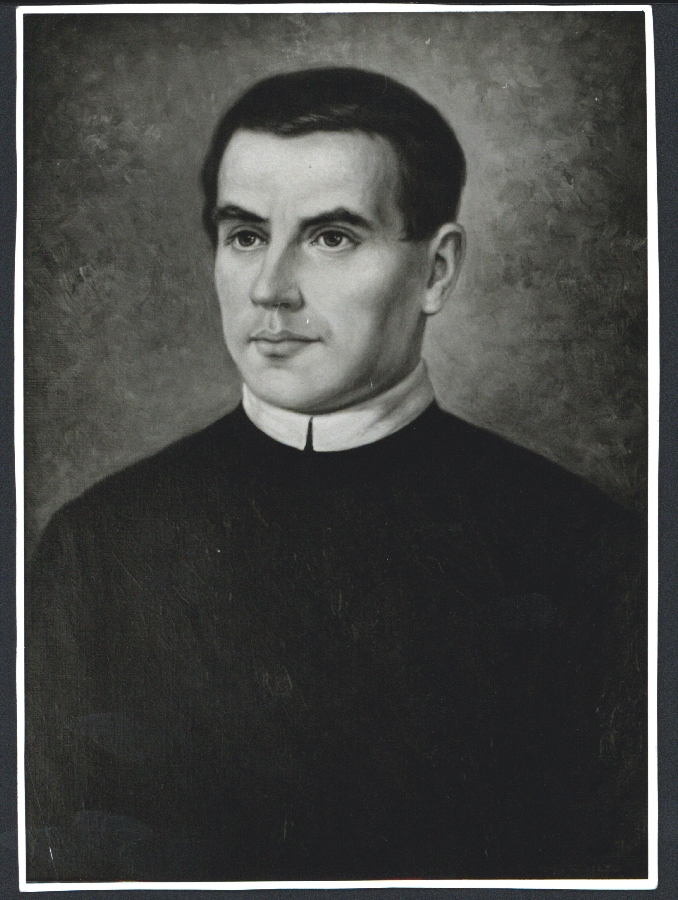
Peter Friedhofen (1819–1860)

- Friedhofer, Hugo (1901–1981), US-amerikanischer Komponist, Dirigent und Pianist
- Friedhoff, Dietmar (* 1966), deutscher Politiker (AfD)
- Friedhoff, Engelbert (1920–2008), deutscher Arzt
- Friedhoff, Jens (* 1967), deutscher Historiker und Archivar
- Friedhoff, Karl Theodor (1932–2018), deutscher Veterinärmediziner und Parasitologe
- Friedhoff, Paul (1943–2015), deutscher Unternehmer und Politiker (FDP), MdB

### Friedhu
- Friedhuber, Josef (* 1948), österreichischer Pädagoge, Bergsteiger, Fotograf und Gestalter von Fernseh-Dokumentationen